# René Moreau (architecte)
Pour les articles homonymes, voir René Moreau et Moreau.
René Moreau, né le 29 avril 1858 à Moulins (Allier) et mort le 18 septembre 1924 dans la même ville, est un architecte français, actif surtout dans le département de l'Allier et les départements voisins.

## Biographie
Fils d'un architecte moulinois, Jean-Bélisaire Moreau (1830-1899), auprès duquel il apprend son métier et dont il est longtemps le collaborateur, et de Nathalie Lelarge, il fait ses études secondaires au lycée Théodore-de-Banville. Après s'être formé auprès de son père et avoir fait son service militaire, il reprend des études en 1880 à l'École spéciale des Beaux-Arts, dans la classe de Louis André.
En 1884, il devint inspecteur des monuments historiques de l'Allier.
En 1895, il est maire de Moulins.
De son épouse, Jeanne Lieb, il a eu plusieurs fils. Il est enterré au cimetière de Moulins.
Ses archives et celles de son père sont conservées aux Archives nationales sous la cote 524AP.

## Œuvre
Châteaux

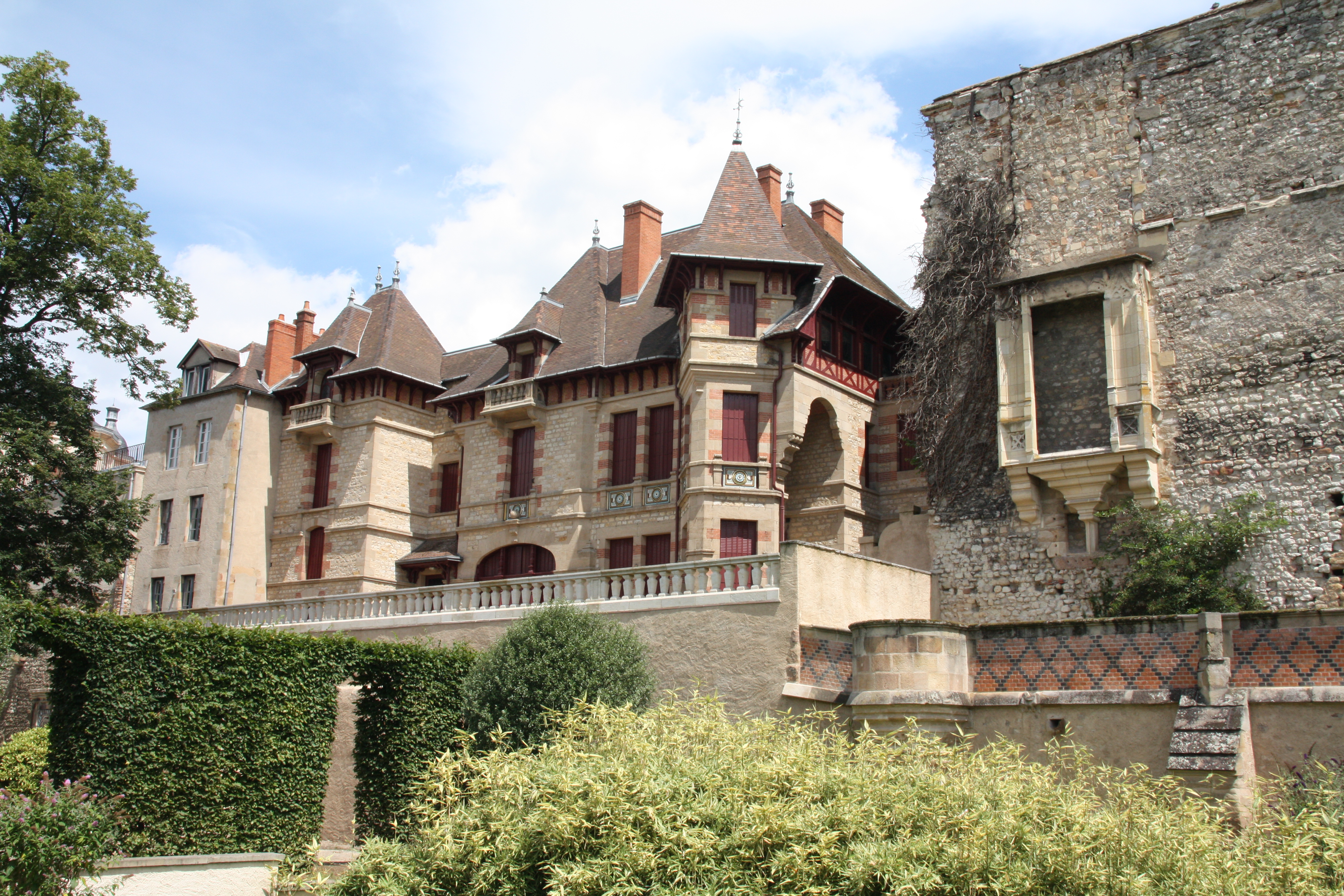
Maison Mantin

- La Grillière, à Monétay-sur-Allier (Allier, 1880-1890).
- Contresol au Donjon (Allier, 1882-1891).
- Chapelle du château du Plaix, à Meaulne (Allier), à l'occasion du décès de deux membres de la famille Luylier du Plaix (1880).
- Restauration de très nombreux châteaux : Château-Dauphin à Pontgibaud (Puy-de-Dôme, 1885), Lapalisse (Allier, 1885-1886), Chermont, à Creuzier-le-Neuf (Allier), Champroux, à Pouzy-Mésangy (Allier, 1908), Busset (Allier, 1918-1920), château de Flaghac (Haute-Loire, début XXe), Sourniac (Cantal ), etc.

Villas et maisons urbaines
- Maison Mantin, à Moulins (1893).
- Manoir Le Bergerat, à Chambérat (1904).
- Villa La Garidelle, pour le marquis de Garidel-Thoron[8], à La Baule (1912). Elle est transformée en 1929 par Ferdinand Ménard et devient alors le Castel Marie-Louise[9].

Hôtels
- Thermal-Palace (actuel hôtel Aletti, 1908-1911), Astoria Palace (1910), Carlton (1912), tous les trois à Vichy (Allier).

Bâtiments commerciaux
- Immeuble de la Caisse d'épargne, sur la place de l'Hôtel-de-Ville à Moulins (1898).

Autres
- Partie de l'église Saint-Martin de Lenax (Allier).
- Établissement thermal et Grand Hôtel d'Évaux-les-Bains (Creuse).
- Monument aux morts de Souvigny (Allier, 1922).